# Dérbi do rio Hudson
O Dérbi do rio Hudson (em inglês: Hudson River Derby), às vezes chamado de Dérbi de Nova Iorque (em inglês: New York derby), é o confronto entre o New York City FC e o New York Red Bulls, os dois clubes de futebol da Major League Soccer (MLS) que pertencem a região metropolitana de Nova Iorque. O nome faz jus ao rio Hudson, que divide os estádios dos dois clubes.
Jogado pela primeira vez em 2015, a rivalidade entre os dois já havia começado assim que o New York City recebeu uma franquia na MLS em 2013. O dérbi é disputado principalmente pelos direitos de se gabar da atual temporada regular da MLS; embora os dois clubes ocasionalmente se encontrem nas eliminatórias ou em outras competições, apenas os resultados da temporada regular são contados para o troféu da temporada.
Em 12 de julho de 2019, três grupos de torcedores  dos dois times anunciaram a formação da Hudson River Derby Foundation, uma corporação sem fins lucrativos, para "crescer, gerenciar e administrar a competição anual Hudson River Derby" entre os dois clubes. Em 9 de setembro de 2023, a Hudson River Derby Foundation revelou o troféu físico disputado pelos clubes, uma representação de bronze da tocha da Estátua da Liberdade.

## Troféu
Os clubes competem por um troféu que representa o vencedor do dérbi na temporada regular da MLS. Apenas os jogos da temporada regular da MLS contam para o troféu. Três pontos são concedidos por uma vitória e um ponto por um empate. No caso de um empate de pontos, desempates são usados, nesta ordem:
- Maior diferença de gols;
- Maior número de gols marcados;
- Menos pontos disciplinares gerais por clube (cada cartão amarelo é avaliado como 1 ponto, cada vermelho são 2 pontos).

O clube vencedor recebe o Troféu do Dérbi do rio Hudson para aquela temporada e mantém o troféu físico até a conclusão da disputa no ano seguinte.
O Troféu do Dérbi do rio Hudson é uma escultura de bronze de 15" de altura da tocha da Estátua da Liberdade, escolhida porque a estátua fica na Ilha da Liberdade, no porto de Nova Iorque, no estado de Nova Jérsia. A escultura de bronze fica em uma base circular de madeira preta de 3,5" com o logotipo da Hudson River Derby Foundation. Criado pela Bennett Awards, o troféu apresenta uma pátina verde na própria tocha e uma pátina dourada nas chamas, imitando o revestimento de cobre e a folha de ouro do original. A Hudson River Derby Foundation financiou o troféu solicitando US$ 5.000 em doações de apoiadores.

## Estatísticas

### Retrospecto geral
Última atualização em 23 de novembro de 2024.
| Major League Soccer | Temporada regular | 26 | 11 | 4 | 11 | 36 | 38 |
| Major League Soccer | Eliminatórias     | 1  | 0  | 0 | 1  | 0  | 2  |
| U.S. Open Cup       | U.S. Open Cup     | 3  | 0  | 0 | 3  | 0  | 8  |
| Leagues Cup         | Leagues Cup       | 1  | 0  | 0 | 1  | 0  | 1  |
| Total               | Total             | 31 | 11 | 4 | 16 | 36 | 49 |

### Comparativo de títulos
| Título                        | NYCFC | NYRB |
| ----------------------------- | ----- | ---- |
| Copa dos Campeões da CONCACAF | 0     | 0    |
| Campeones Cup                 | 1     | 0    |
| Leagues Cup                   | 0     | 0    |
| MLS Cup                       | 1     | 0    |
| Supporters' Shield            | 0     | 3    |
| U.S. Open Cup                 | 0     | 0    |
| Conferência Leste             | 1     | 1    |
| Conferência Oeste             | 0     | 1    |
| Total                         | 3     | 5    |

## Lista de partidas
| Data                   | Local          | Placar | Competição                            |
| ---------------------- | -------------- | ------ | ------------------------------------- |
| 28 de junho de 2015    | Yankee Stadium | 1–3    | Major League Soccer                   |
| 21 de maio de 2016     | Yankee Stadium | 0–7    | Major League Soccer                   |
| 3 de julho de 2016     | Yankee Stadium | 2–0    | Major League Soccer                   |
| 6 de agosto de 2017    | Yankee Stadium | 3–0    | Major League Soccer                   |
| 8 de julho de 2018     | Yankee Stadium | 1–0    | Major League Soccer                   |
| 22 de agosto de 2016   | Yankee Stadium | 1–1    | Major League Soccer                   |
| 24 de agosto de 2019   | Yankee Stadium | 2–1    | Major League Soccer                   |
| 1 de novembro de 2020  | Yankee Stadium | 5–2    | Major League Soccer                   |
| 25 de setembro de 2021 | Yankee Stadium | 0–1    | Major League Soccer                   |
| 17 de setembro de 2022 | Yankee Stadium | 2–0    | Major League Soccer                   |
| 16 de setembro de 2023 | Yankee Stadium | 0–0    | Major League Soccer                   |
| 18 de maio de 2024     | Citi Field     | 2–1    | Major League Soccer                   |
| 23 de novembro de 2024 | Citi Field     | 0–2    | MLS (semifinais da Conferência Leste) |
| 17 de maio de 2025     | Citi Field     | 2–0    | Major League Soccer                   |

| Data                   | Local          | Placar | Competição                       |
| ---------------------- | -------------- | ------ | -------------------------------- |
| 10 de maio de 2015     | Red Bull Arena | 2–1    | Major League Soccer              |
| 9 de agosto de 2015    | Red Bull Arena | 2–0    | Major League Soccer              |
| 24 de julho de 2016    | Red Bull Arena | 4–1    | Major League Soccer              |
| 14 de junho de 2017    | Red Bull Arena | 1–0    | U.S. Open Cup (quarta rodada)    |
| 24 de junho de 2017    | Red Bull Arena | 0–2    | Major League Soccer              |
| 25 de agosto de 2017   | Red Bull Arena | 1–1    | Major League Soccer              |
| 5 de maio de 2018      | Red Bull Arena | 4–0    | Major League Soccer              |
| 6 de junho de 2018     | Red Bull Arena | 4–0    | U.S. Open Cup (quarta rodada)    |
| 14 de julho de 2019    | Red Bull Arena | 2–1    | Major League Soccer              |
| 20 de agosto de 2020   | Red Bull Arena | 1–0    | Major League Soccer              |
| 22 de setembro de 2021 | Red Bull Arena | 1–1    | Major League Soccer              |
| 17 de outubro de 2021  | Red Bull Arena | 1–0    | Major League Soccer              |
| 22 de junho de 2022    | Red Bull Arena | 3–0    | U.S. Open Cup (quartas de final) |
| 17 de julho de 2022    | Red Bull Arena | 0–1    | Major League Soccer              |
| 13 de maio de 2023     | Red Bull Arena | 1–0    | Major League Soccer              |
| 3 de agosto de 2023    | Red Bull Arena | 1–0    | Leagues Cup (16 avos de final)   |
| 29 de setembro de 2024 | Red Bull Arena | 1–5    | Major League Soccer              |